# ریچارد واتیس
ریچارد واتیس (انگلیسی: Richard Wattis; ۲۵ فوریهٔ ۱۹۱۲ – ۱ فوریهٔ ۱۹۷۵) هنرپیشه اهل کشور بریتانیا بود. وی بین سال‌های ۱۹۳۸ تا ۱۹۷۵ میلادی فعالیت می‌کرد.

## قسمتی از فیلمشناسی
- مردی که زیاد می‌دانست
- آدم‌برفی نفرت‌انگیز
- کازینو رویال
- دور دنیا در هشتاد روز
- عملیات کراسبو
- بانی لیک گم شده
- شاهزاده و مانکن
- اهمیت جدی بودن
- انتخاب اضطراری
- آدم‌های خیلی مهم
- چیتی‌چیتی بنگ‌بنگ
- جنایت‌هایی به ترتیب الفبا
- تهمت

## همجنسگرایی
در سال 1999، بیست و چهار سال پس از مرگ واتیس، نویسنده دن ربلاتو ادعا کرد که واتیس همجنسگرا بود.